# Марк Емілій Скавр (претор)
Марк Емілій Скавр (лат. Marcus Aemilius Scaurus; 96 до н. е. — після 52 до н. е.) — політичний та військовий діяч Римської республіки.

## Життєпис
Походив з патриціанського роду Еміліїв. Син Марка Емілія Скавра, консула 115 року до н. е., і Цецилії Метелли, пасорбок диктатора Сулли, за якого його мати вийшла заміж у 88 році до н. е.
У 81 році до н. е. очолював Троянські ігри — кінне змагання підлітків. Під час проскрипцій проявив поміркованість. У 78 році до н. е. домігся засудження Гнея Корнелія Долабелли, претора 81 року до н. е., за здирництво у провінції.
У 66 році до н. е. обіймав посаду квестора, а у 65—61 роках до н. е. як проквестор Помпея представляв інтереси Риму на Сході. У 64 році до н. е. спрямований з Вірменії до Сирії, де втрутився у чвари юдейських царевичів і за хабар підтримав Арістобула проти Гіркана, звільнивши першого з облоги. Проте, коли до Юдеї з'явився сам Помпей, Арістобул через свого представника звинуватив Скавра в отриманні хабара і цим накликав на себе його ворожнечу.
У 63 році до н. е. Помпей надав Скаврові пропреторські повноваження у Сирії і командування двома легіонами, а сам повернувся до Риму. Скавр осадив аравійську Петру, але коли зустрівся з труднощами у веденні військових дій, погодився зняти облогу за 300 талантів.
Повернувшись до Риму у 61 році до н. е., Скавр одружився з Муцією Терцією, розлученою дружиною Помпея. У 60 році до н. е. увійшов до колегії понтифіків. У 58 році до н. е. обіймав посаду курульних еділа. під час цієї каденції влаштував чудові ігри і видовища, перевершивши розкішшю усіх своїх попередників. На це пішла значна частина статків Скавра, в результаті змушений був увійти у величезні борги.
У 56 році до н. е. як претор головував у суді по справах про насильницькі дії. У 55 році до н. е. як пропретор керував Сардинією. Після повернення звідти у 54 році до н. е. був звинувачений Тріарієм у здирництві, але виправданий завдяки захисту Цицерона, хоча його провина була очевидна. Тоді ж успішно захищав Гая Порція Катона, звинуваченого в зловживанні повноваженнями народного трибуна.
Домагався консульства на 53 рік до н. е., вдавався до грошових роздач у величезних масштабах, за це був звинувачений Тріарієм у підкупі виборців, проте процес не був завершений. Консульські вибори постійно відкладалися і відбулися тільки у липні 53 року до н. е. — Скавра не було обрано.
У 52 році до н. е., після видання законів Помпея, Скавр вдруге був притягнутий до суду за підкуп виборців, засуджений, незважаючи на захист Цицерона і підтримку народу, і пішов у вигнання. Подальша доля невідома.

## Родина
Дружина — Муція Терція
Діти:
- Марк Емілій Скавр